# 茱莉·萊特
茱莉·諾曼·萊特（丹麥語：Julie Norman Leth，1992年7月13日—），丹麦單車運動員，她代表丹麥隊參加了日本舉行的2020年夏季奧林匹克運動會，並且在女子麥迪遜賽上獲得銀牌。